# Empaquetamiento aleatorio
El empaquetamiento aleatorio es un parámetro empírico utilizado para conseguir la fracción de volumen máxima de objetos sólidos obtenidos al "empaquetar" estos objetos de manera aleatoria después de resuelto. Por ejemplo, cuando un contenedor está lleno de granos, al sacudir el recipiente se reducirá el volumen considerado por los objetos de manera individual, lo que permite añadir más grano al contenedor.
La fracción de volumen ocupado por los objetos sólidos en empaquetamiento aleatorio es 0,64 para objetos esféricos (monodisperso). Esto es significativamente menor que la fracción máxima de llenado teórico de 0,74048 que resulta de un empaquetamiento hexagonal (HCP - también conocido como empaquetamiento). Esta discrepancia demuestra que la "aleatoriedad" de la RCP es vital para la definición. 

## Definición
El empaquetamiento aleatorio no tiene una definición geométrica precisa. Se define estadísticamente, y los resultados son empíricos. Un contenedor está lleno de objetos al azar y, a continuación, el contenedor es sacudido o golpeado hasta que los objetos no se compactan más, en ese momento el estado del embalaje es RCP. Está demostrado que la fracción de llenado logarítmica aumenta con el número de toques hasta que la se alcanza la densidad de saturación. Asimismo, la densidad de saturación aumenta conforme disminuye la amplitud del golpeteo. Así RCP es la fracción de empaquetado dada cuando el límite de la amplitud de golpes tiende a cero, y el límite del número de golpes tiende a infinito. 

## Efecto de la Forma del Objeto
La fracción de volumen de partículas RCP depende de los objetos que van a ser empaquetados. Si los objetos son poli dispersos depende no banalmente del tamaño de distribución y puede, en principio, ser arbitrariamente cercano a 1. Aún para los (relativamente) objetos monodispersos el valor para el RCP depende de la forma del objeto; para esferas es (0,64), para las pastillas de M & M's es (0,68).

## Ejemplo
Los paquetes de productos que contienen elementos sueltos son a menudo etiquetados con este mensaje: “el volumen puede variar durante su distribución". Por lo general durante el envío, el contenedor resultará 'golpeado' en numerosas ocasiones, lo que incrementará la densidad de embalaje. Este mensaje se añade para asegurar al consumidor que el contenedor se ha llenado en origen con la masa establecida, a pesar de que el contenedor pueda parecer un poco vacío.